# Impacto Eltanin

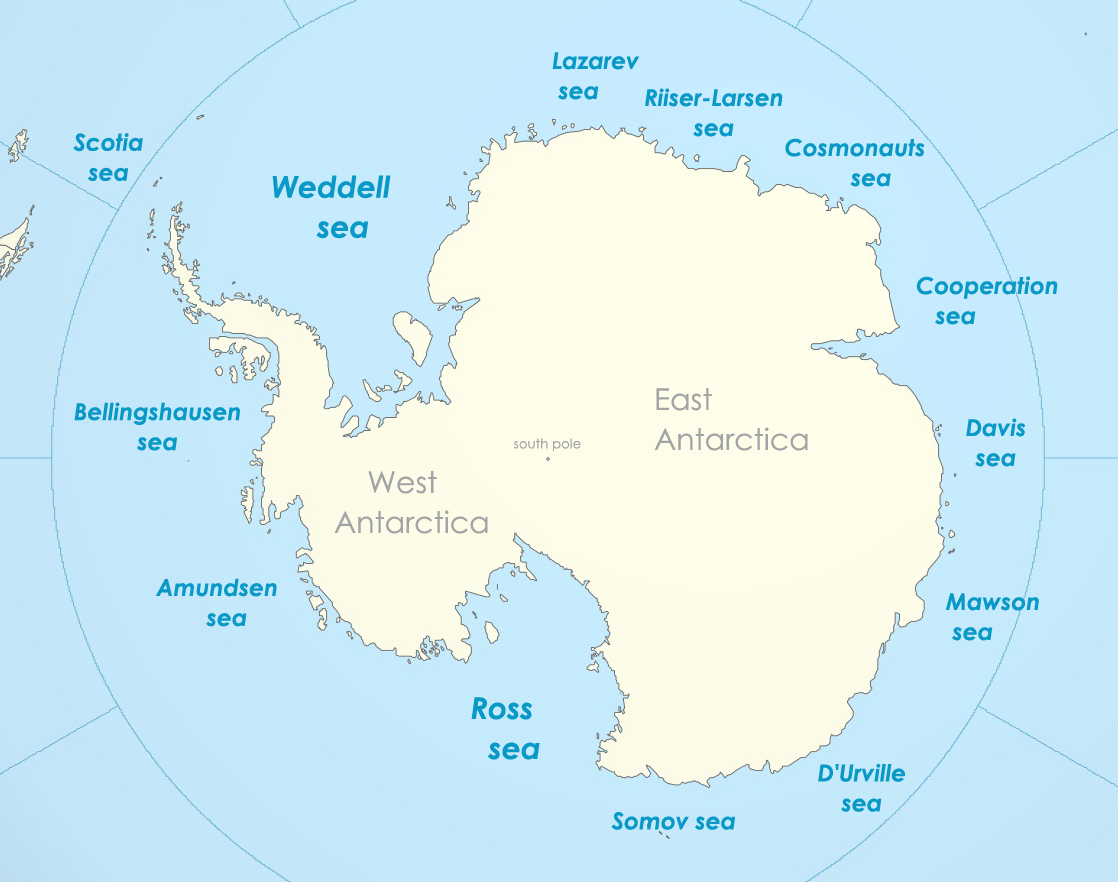
El impacto fue en el borde del mar de Bellingshausen (parte del océano Antártico)

Se cree que el impacto Eltanin es un impacto de asteroide ocurrido durante el límite Plioceno-Pleistoceno, hace aproximadamente 2.51 ± 0.07 millones de años. Se ubica en el borde del mar de Bellingshausen a 1.500 km (950 millas) al suroeste de Chile. Se estima que el asteroide medía alrededor de 1 a 4 km (0,6 a 2,5 mi) de diámetro y que su impacto habría dejado un cráter de aproximadamente 35 km (22 mi) de ancho.
El impacto fue descubierto en 1981 como una anomalía de iridio en los núcleos de sedimentos recolectados por el buque de investigación Eltanin, en cuyo honor se nombrará el impacto y el asteroide. El buque Polarstern continuó los estudios. El sedimento fue extraído del fondo marino a 5 kilómetros (3 millas) de profundidad, la zona tenía enriquecimiento de iridio, un fuerte signo de contaminación extraterrestre. Los escombros del asteroide se extienden sobre un área de 500 km 2 (190 millas cuadradas). Los sedimentos del Eoceno y el Paleoceno se mezclaron y se depositaron de nuevo de forma caótica. En un área cercana como lo son los montes submarinos de Freeden (su área es mayor de 20 000 km.2 (7,700 sq mi)) tiene una densidad de superficie de material de meteorito de 10–60 kg/m 2 (2.0–12.3 lb/sq ft). De esto, el 87 % se funde y el 13 % se fragmenta. Esos valores hacen al área de impacto la región conocida de la superficie de la Tierra con la mayor densidad de cobertura de material de meteorito.
El sedimento alterado consistía de tres capas. La capa inferior SU IV es una mezcla caótica de sedimentos desmenuzados en forma de brecha. Por encima de esto, se encuentra la capa SU III, que consiste en capas de arena depositada desde agua que fluyó turbulenta. Por encima de esta, se encuentra la capa SU II con fragmentos de meteorito, limo y arcilla depositados en aguas tranquilas pero sucias.

## Asteroide
Se estima que el cuerpo impactante, el asteroide Eltanin tenía entre 1 y 4 km (0,6 y 2,5 mi) de diámetro y viajaba a una velocidad de 20 km/s (45,000 mph). Estos datos fueron estimados con base en la cantidad de iridio que se encuentra en los sedimentos alterados. Para tal estimación se supuso que había 187 partes por billón de iridio en el asteroide, la distribución conocida del metal lleva a estimar que el cuerpo tenía más de un km (0,6 mi) de tamaño. suponiendo que tenía un diámetro de 1 km, se estima que habría dejado un cráter de unos 35 km (22 mi) de ancho.
La composición de los meteoritos los clasifica como mesosideritos bajo en metales. Además, la explosión del meteorito produjo microesferas de menos de medio milímetro de diámetro. Algunas de estas son de vidrio, y otros tienen espinela y piroxeno. Además los enriqueció de calcio, aluminio y titanio.

## Tsunami
En las costas del océano Pacífico hay características erosivas que son indicativas de un gran tsunami. Estos incluyen las superficies erosionadas y los depósitos caóticos derivados de sedimentos mixtos terrestres y oceánicos. Además hay bloques rocosos tan grandes como los autobuses que se mezclan con fósiles marinos y barro. Los depósitos de tsunamis mejor caracterizados se encuentran cerca de la costa de Chile. En la costa de la Antártida, hay aludes de lodo en las profundidades del océano que corresponden a la época del impacto.
Estos indicios nos permiten calcular el tamaño de un posible tsunami. En caso de haber sido un asteroide de 4 km (dos millas) de diámetro al caer sobre una región del océano con 5 km (tres mi) de profundidad eyectó el agua del fondo del océano durante al menos 60 km (37 mi), produciendo una ola de más de 200 m (660 pies) de alto en el extremo sur de Chile y la península Antártica. Después de diez horas, las olas de alrededor de 35 m (115 pies) alcanzarían Tasmania, Fiyi y América Central, y la costa este de Nueva Zelanda con olas de 60 m (200 pies) de altura. Si el asteroide hubiera medido 1 km (0,6 mi) de diámetro, las alturas de las olas habrían sido una quinta parte de grande.

## Disparador de la edad de hielo
La fecha del impacto corresponde a finales del Plioceno. En ese momento en la tierra se estaba enfriando. El impacto y la interrupción del clima podrían haber provocado el inicio de la formación de casquetes de hielo en el hemisferio norte. El impacto habría puesto una gran cantidad de agua y sal en la atmósfera, pudo romper las plataformas de hielo, disminuyó la capa de ozono, causar la acidificación del suelo y aumentar el albedo de la Tierra. Pese a lo sucedido, se cree el impacto no tuvo un efecto directo discernible en la biósfera de la Tierra.